# محاسبة وسائل الإعلام
محاسبة وسائل الإعلام هي عبارة تشير إلى الاعتقاد العام (خصوصًا الغربي) بأن الإعلام يجب أن يخضع للمحاسبة في الأمور المتعلقة بالصالح العام - أي أنها يجب أن تتصرف بطرق معينة تساهم في الصالح العام.
ولا يتم تعريف المفهوم بشكل واضح، كما أنه يتصادم في الغالب مع المفاهيم التجارية لملاك وسائل الإعلام، الأمور القانونية، مثل الحق الدستوري في حرية الصحافة في الولايات المتحدة، والشؤون الحكومية المتعلقة بالأمن والنظام العامين.
العديد من المنظمات الدولية، مثل الحرية الدولية لتبادل التعبير، وبيت الحرية ومؤسسة الصحافة العالمية ولجنة حرية الصحافة العالمية وجمعية الصحافة للدول الأمريكية تراقب السيطرة الحكومية على الصحافة.